# Prameny Zrzávky
Prameny Zrzávky je přírodní památka jihovýchodně od obce Hostašovice v okrese Nový Jičín. Chráněné území spravuje Ministerstvo životního prostředí ČR.

## Popis
Důvodem ochrany jsou Kyselka a Smradlavka: dva samostatné vývěry vody se silným obsahem síranu železitého a sirovodíku (celkově ochraňuje přírodní památka pramenů pět, ale jen tyto dva jsou dostatečně vydatné). Prameny jsou pokládány za léčivé. Kyselka obsahuje v jednom litru vody 96 mg Ca2+ a 19,5 mg Mg2+, což jsou údaje plně srovnatelné se známou Mattonkou (Ca2+ 84,5, Mg2+ 25). Hlavní zajímavostí této památky je však výrazný rozdíl ve složení Kyselky a Smradlavky – ačkoli jsou pouhých 5 metrů od sebe, vyvěrají z různých podloží a zejména v obsahu iontů sirných solí jsou velmi rozdílné, což lze snadno poznat čichem a odráží se to i v jejich názvech. Takovýto rozdíl mezi blízkými prameny je unikátní.
Součástí přírodní památky jsou i přilehlé mokřadní louky na protější straně silnice, jejichž vodní režim i vegetace jsou přímo ovlivňovány volným rozlevem dalšího sirnatého pramene v samém okraji silnice.
V mokřadním společenstvu se vyskytuje několik zvlášť chráněných druhů rostlin, např. prstnatec májový (Dactylorhiza majalis).

## Galerie

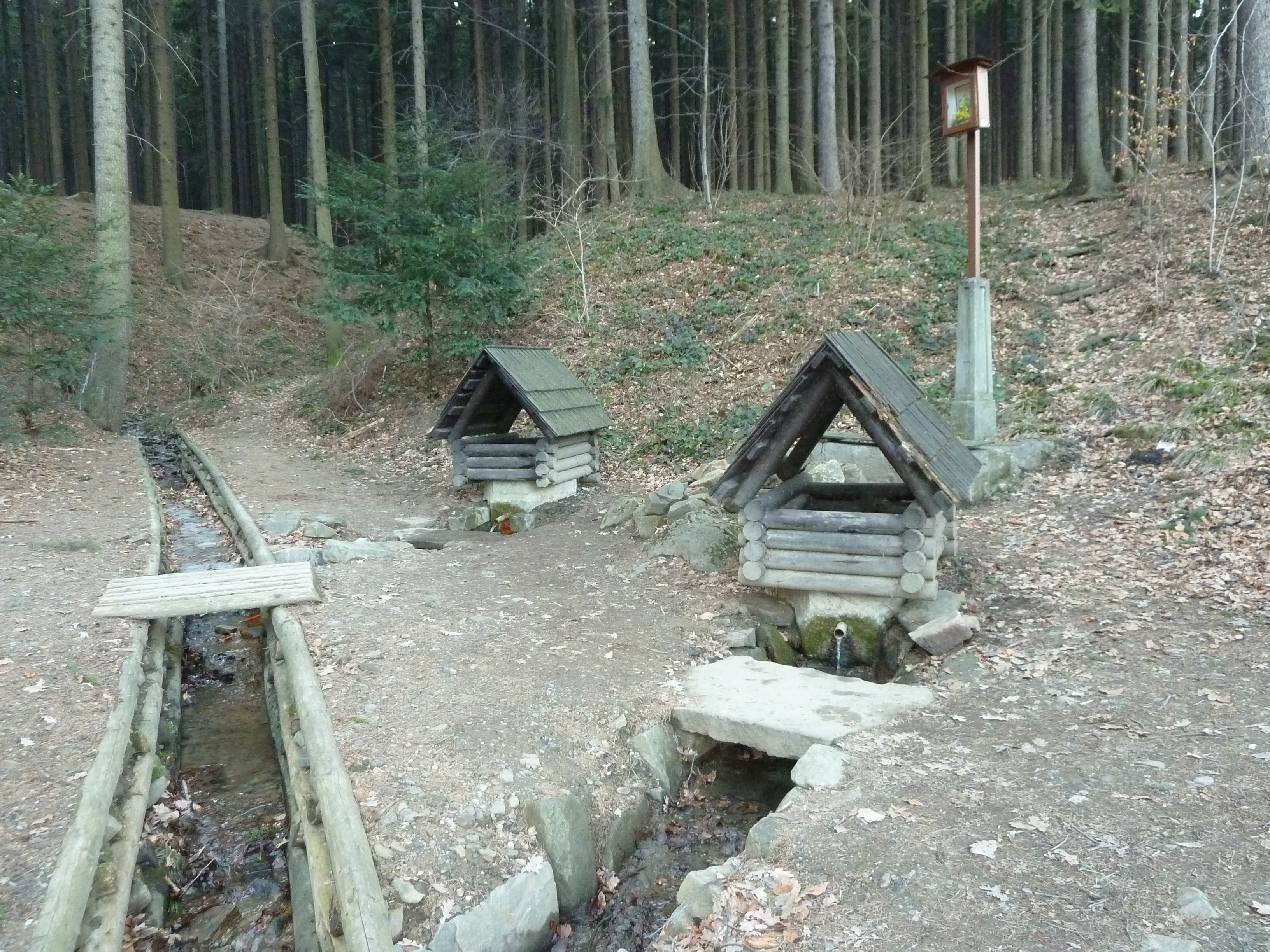
Vlevo železitý pramen, vpravo sirovodíkový pramen
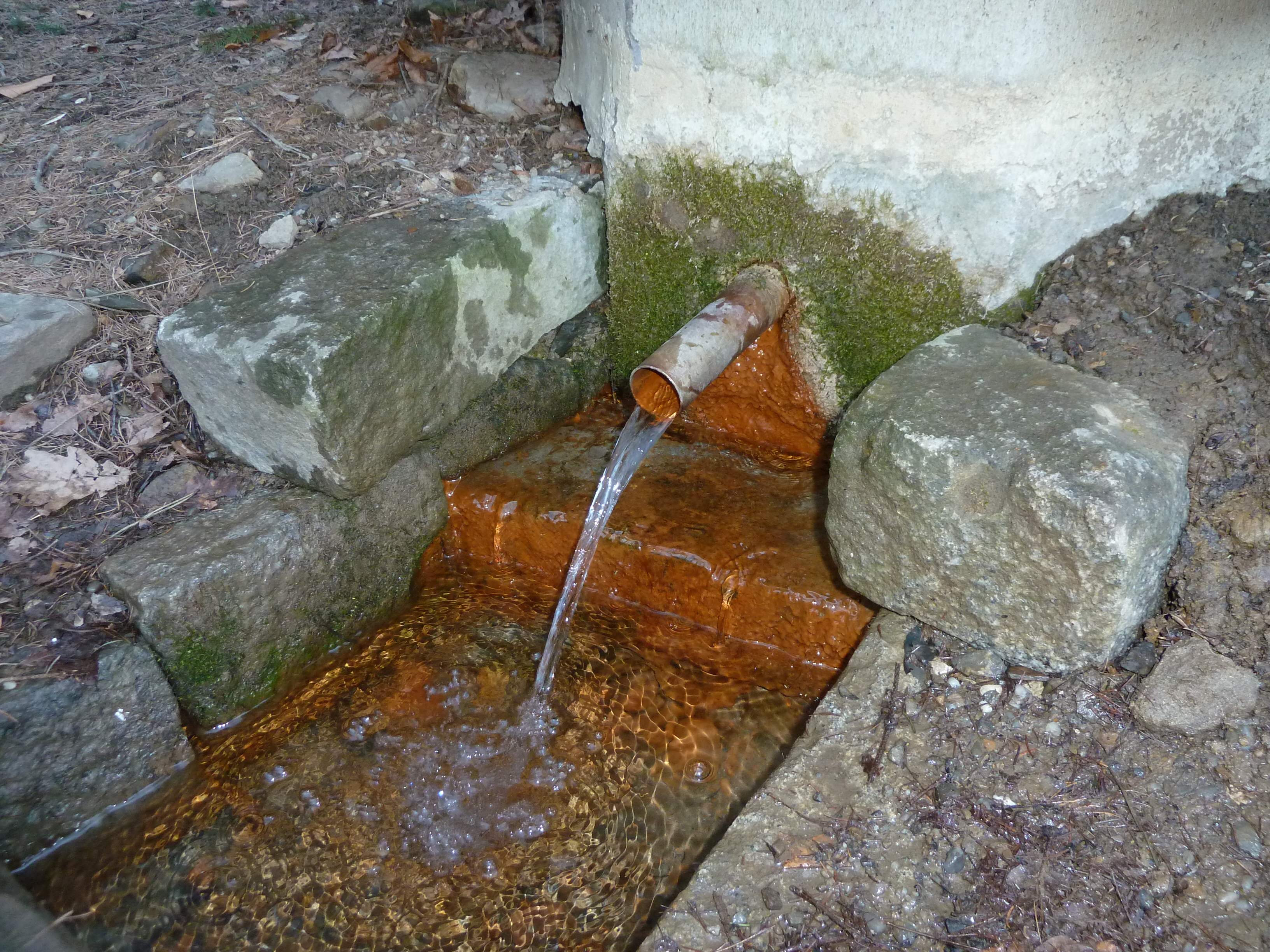
Pramen s obsahem síranu železitého
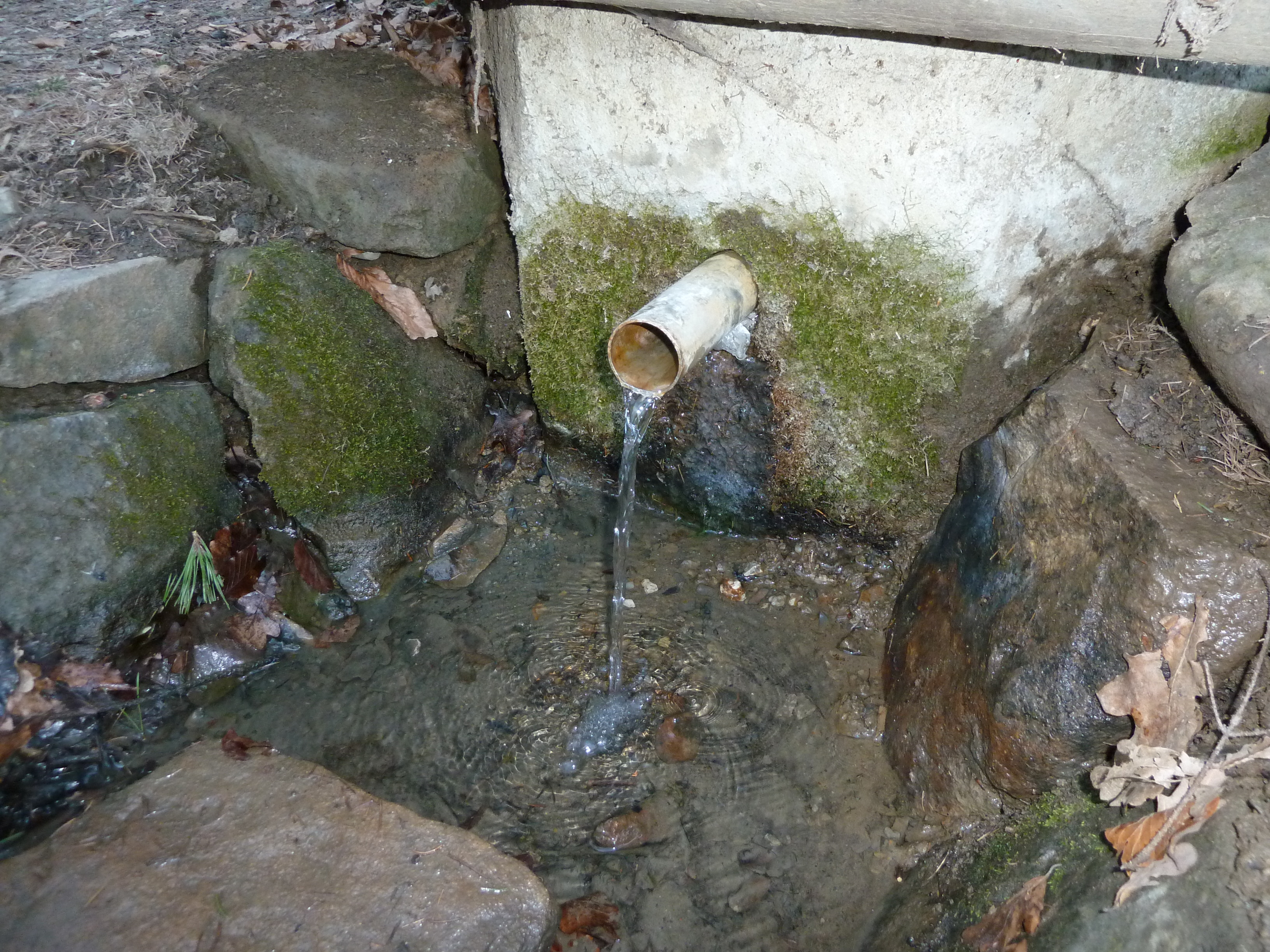
Pramen s obsahem sirovodíku